# Неронов мост
Неро́нов мост (лат. Pons Neronianus) ― древнеримский мост в Риме, Италия. Построен в I веке нашей эры во времена правления императоров Нерона или Калигулы и разрушен в IV веке нашей эры. Предназначался для соединения западной части Марсова поля с Ватикановым полем, на территории которого вдоль Корнелиевой дороги императорская семья владела участками земли.

## Название
Нет прямых доказательств, что Неронов мост был назван в честь императора Нерона. Возможно мост получил своё название из-за местности на правом берегу Тибра, сохранившей своё имя ― «Нероново поле» ― к началу Средневековья, когда Римская империя прекратила существование. Жители Рима конца V ― начала VI века, не зная происхождения разрушенного моста, могли назвать его в честь местности, а не самого Нерона. Во времена Римской империи мост носил название «Триумфальный» в честь Триумфальной дороги, проходившей через него. Мост также назывался Ватиканским (лат. Pons Vaticanus), так как он соединял левый берег реки и Ватиканово поле, и Разрушенным (лат. Pons ruptus; в начале Средних Веков) из-за состояния моста.

## Предназначение
Мост давал римским императорам, в частности самому Нерону, лёгкий доступ к Садам Агриппины, владениям матери Нерона, Агриппине Младшей, которые были расположены на правом берегу Тибра, ниже по течению от моста.

## История
Император Калигула построил амфитеатр, позже названный Нероновым цирком (по словам историка Тацита), на правом берегу Тибра, к которому вёл деревянный мост. Нерон заменил деревянный мост на каменный и назвал его «Триумфальным». Скорее всего, Триумфальный мост использовался жителями Рима, чтобы попасть в Неронов цирк.
Начиная с Тита, римские императоры праздновали свои победы, маршируя по Триумфальной дороге через Неронов мост. Скорее всего, мост не смог сдержать различающейся ежедневной нагрузки, поэтому начал разрушаться уже ко II веку. Из-за плачевного состояния моста императору Адриану пришлось построить в 200 метрах выше по течению от Неронова моста ещё один. В XV веке папа римский Юлий II планировал восстановить Неронов мост.
Немецкий лингвист, Генрих Йордан заключил, что косвенное доказательство о прекращении использования моста уже к началу IV века представлено в стихотворении Пруденция:
Мы пересечём [Тибр] где лежит путь Адрианова моста, затем [Адрианов мост] позволит нам поискать на левом берегу реки. Сначала бессонный священник проведёт обряды пересечения Тибра, затем он поторопится к этой стороне, чтобы повторить свои молитвы.Пруденций, 
Оригинальный текст (лат.)Ibimus ulterius, qua fert uia pontis Hadriani, laeuam deinde fluminis petemus. Transtiberina prius soluit sacra peruigil sacerdos, mox huc recurrit duplicatque uota.
Так как Неронов мост находился на кратчайшем пути через Тибр, соединявшем построенную в IV веке старую Базилику Святого Петра и Сан-Паоло-фуори-ле-Мура и описанным в стихотворении, то описание Адрианова моста (моста Святого Ангела) указывает на то, что Неронов мост не использовался уже к тому времени.
Когда Тибр мелеет, можно увидеть одну из разрушенных свай Неронова моста. При этом в XIX веке все сваи были видны над водой, однако они были демонтированы, чтобы улучшить навигацию на реке.